# 永寧寺
永寧寺（えいねいじ）は、中国・北魏の孝明帝の516年（熙平元年）に、当時の実権者であった霊太后胡氏（宣武帝の妃）が、当時の都の洛陽城内に建立した寺である。

## 概要
永寧寺には、高さ100m以上の九重の大塔があったと、「洛陽伽藍記」など当時の記録にある。南海を経て梁より北上して北魏に渡来した菩提達磨が、その壮麗なさまを見て、何日も「南無」と唱えていたという塔は、この大塔である。塔の背後には太極殿のような仏殿があり、これを取り巻く築地の正面には三重の門を開いていた。永寧寺の伽藍配置は日本の四天王寺の祖形にもなっている。
孝武帝の534年（永熙3年）2月に火災に遭い焼失してしまった。近年の発掘調査の成果として、この大塔の基壇部分が出土している。
献文帝が、467年（皇興元年）に建立した平城（現在の山西省大同市平城区）永寧寺の後を受けたもの。476年（承明元年）8月、孝文帝は、先帝の追善供養のために、この寺で100人余りの僧を得度し、また自らも剃髪し、僧服を施与したとある。